# Epitausa modesta
Epitausa modesta är en fjärilsart som beskrevs av William Schaus 1914. Epitausa modesta ingår i släktet Epitausa och familjen nattflyn. Inga underarter finns listade i Catalogue of Life.